# Микроспория
Микроспория (от  μικρός — маленький и σπορά — семя, посев), микроспороз — инфекционное заболевание (поверхностный микоз) животных, вызываемое грибами рода Microsporum, характеризующаяся поражением кожи и её придатков. Болеют микроспорией люди и животные.
Ранее микроспория не различалась от трихофитии и считалась стригущим лишаём.

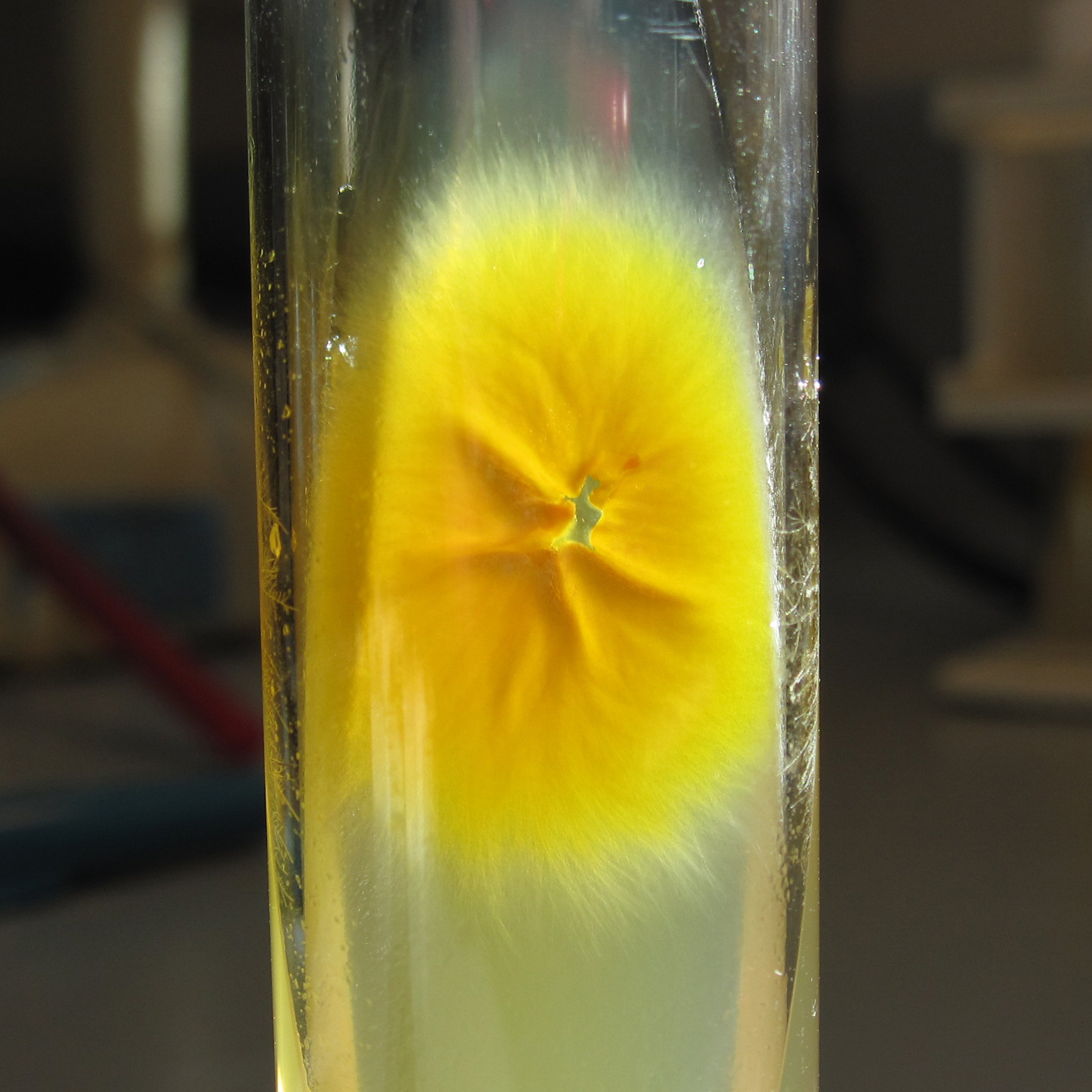
7-дневная колония Microsporum canis на скошенном модифицированном агаре Леониана

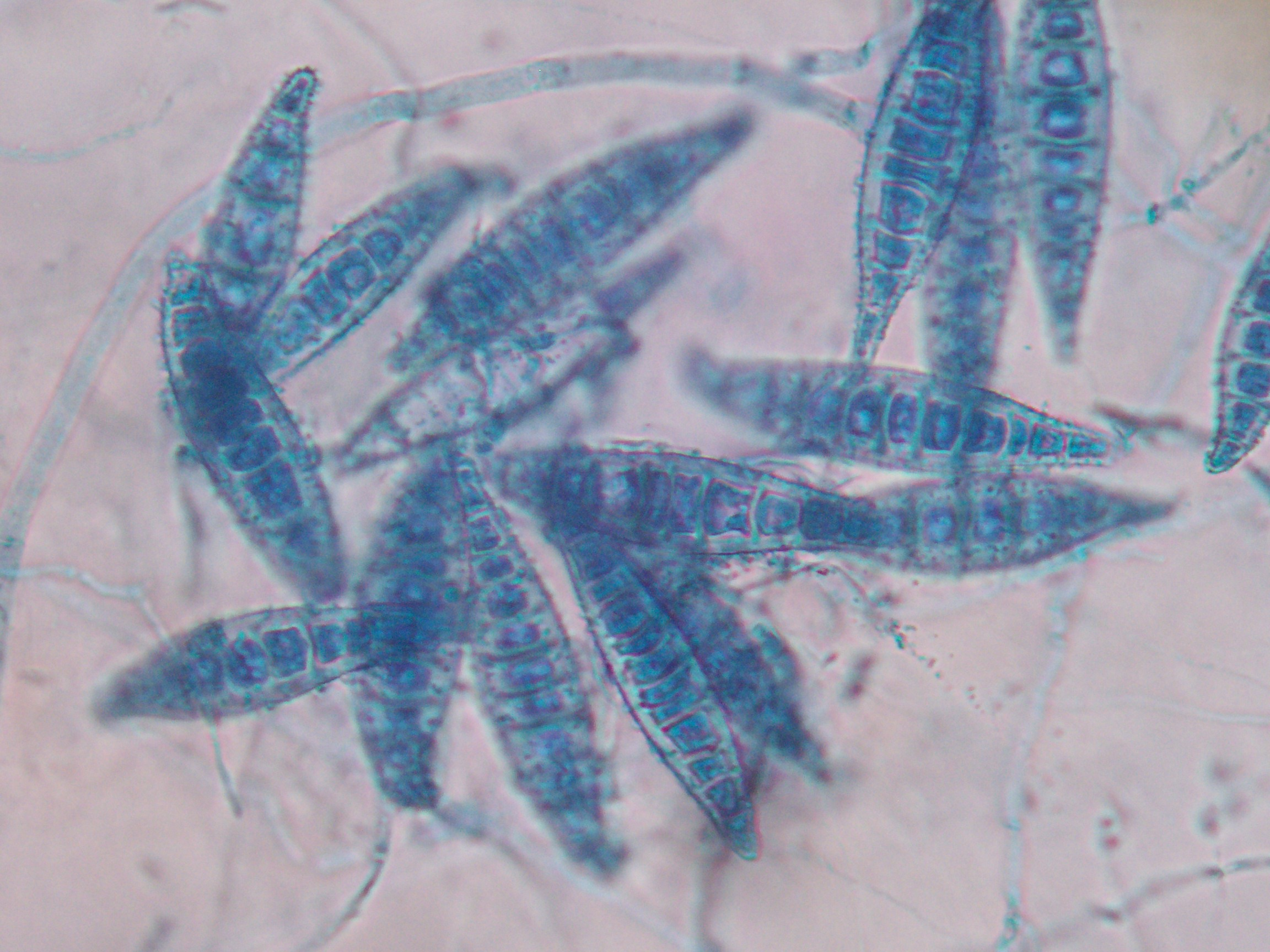
Макроконидии Microsporum canis при световой микроскопии с увеличением ×40

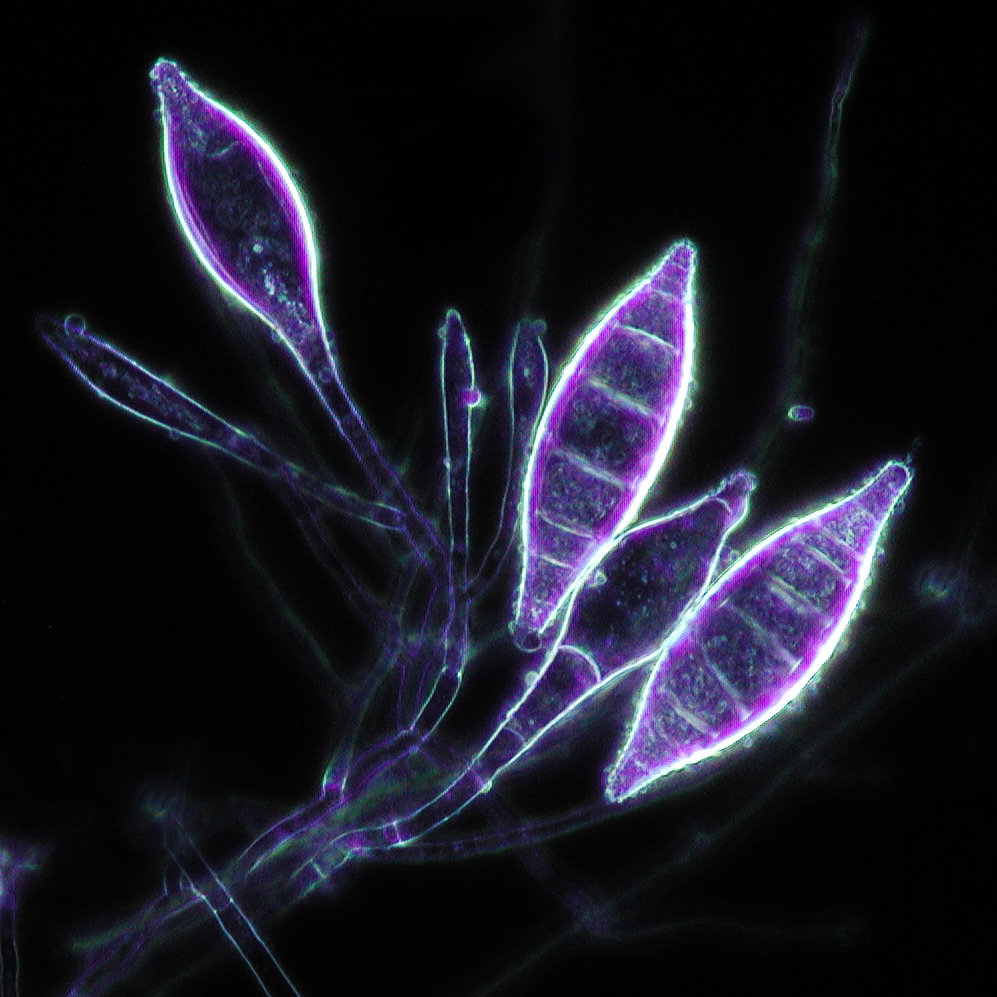
Они же при темнопольной микроскопии с увеличением ×400

## Эпидемиология
В зависимости от биологического вида возбудителя, эпидемиологическое проявление может быть в виде:
- высококонтагиозной антропонозной инфекции — вызывается Microsporum audouinii, Microsporum ferrugineum, болеют только люди;
- зооантропонозной инфекции — вызывается Microsporum canis, резервуар инфекции — дикие кошачьи (среди которых есть и носители), болеют также некоторые домашние и сельскохозяйственные животные, люди заражаются от них;
- неконтагиозной инфекции — Microsporum gypseum, геофильный (резервуар — почва), условно-патогенный, заболевают животные и люди, между животными и людьми не передаётся;
- малоконтагиозные редко распространённые инфекции — вызываемые Microsporum Vanbreuseghemii, Microsporum nanum, Microsporum cookei и некоторыми другими видами.

Продолжительность инкубационного периода 5-7 дней при зоонозной микроспории (Microsporum canis), 4-6 недель — при антропонозной (Microsporum ferrugineum).

## Эпизоотология
Микроспорией болеют чаще кошки, собаки, пушные звери (за исключением норок и соболей), кролики, реже лошади, овцы, козы, свиньи, олени, обезьяны, тигры. Источник возбудителя инфекции — больные животные, выделяющие его во внешнюю среду с поражёнными волосами и чешуйками. Факторы передачи — предметы ухода, инвентарь, спецодежда, корма, подстилка, загрязнённые шерстью больных животных. Основные носители — кошки, особенно бездомные, часто без каких-либо симптомов. У пушных зверей и кроликов микроспория не имеет сезонности; заболевают чаще молодые животные. У свиней (болеют поросята до 4-месячного возраста) микроспория протекает весной и осенью. Иммунитет изучен недостаточно.

## Симптомы
Микроспория животных протекает чаще в скрытой форме, выявляясь в большинстве случаев при люминесцентном анализе. Под ультрафиолетовыми лучами (лампа типа ПРК-2 или ПРК-4 с фильтром Вуда) поражённые микроспорией волосы дают изумрудно-зелёное свечение. Свечение пораженных волос наблюдается чаще всего близко к корню волоса и может сохраняться на неопределенное время, даже после полного выздоровления. Волосы легко обламываются в месте поражения. В редких случаях визуально можно обнаружить на коже небольшие очаги с обломанными волосами и мелкими чешуйками.

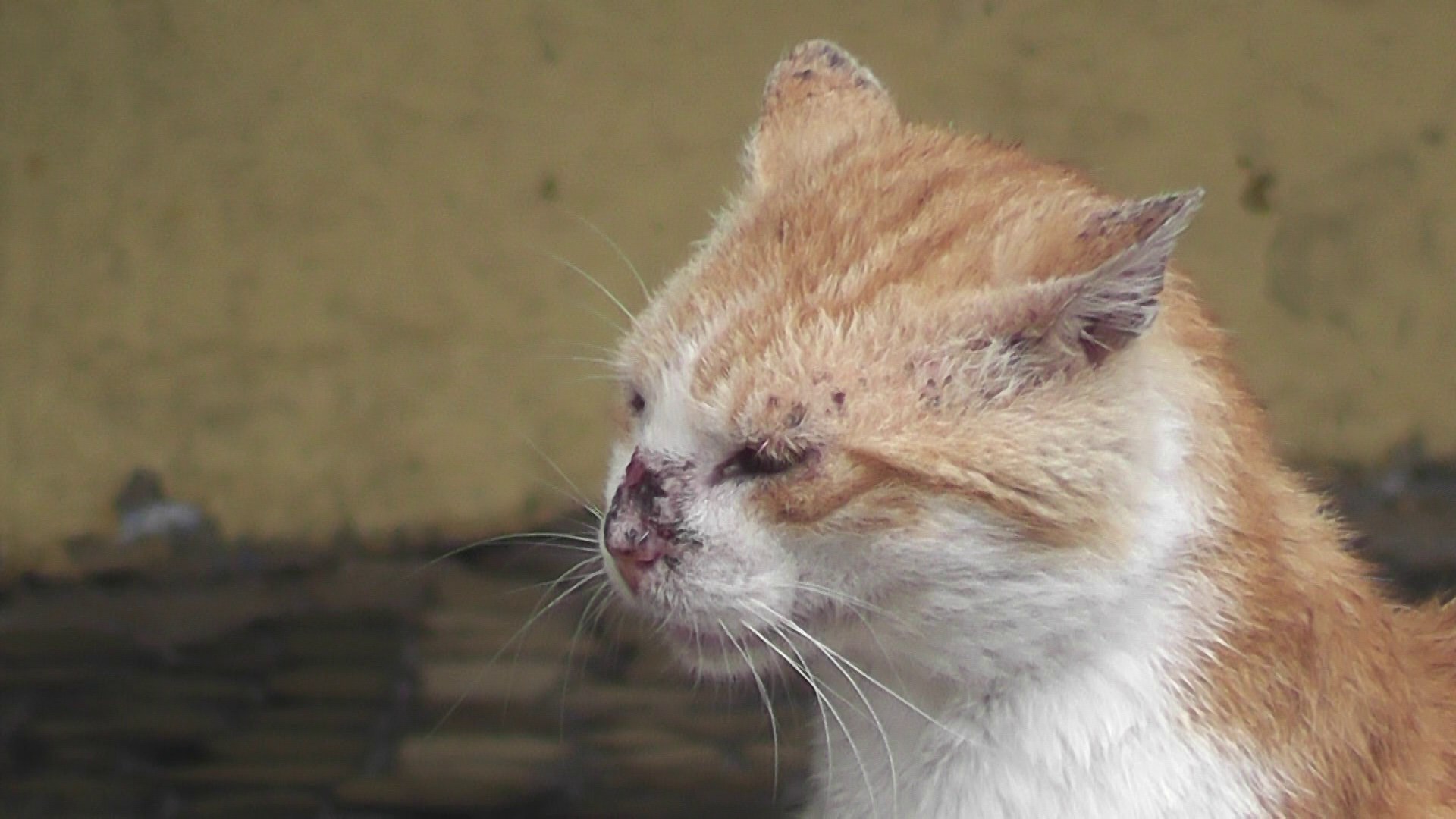
У собак и кошек очаги располагаются главным образом на голове, шее, лапах и хвосте.

У собак и кошек очаги располагаются главным образом на голове, шее, лапах и хвосте. Очаги округлой формы, покрыты бело-сероватыми корками. У длинношерстных пород очаги тяжело обнаружить под толстым слоем шерсти. Нередко животные расчёсывают пораженные места до крови, что благоприятствует проникновению бактерий и может привести к вторичной инфекции.
У лошадей микроспория протекает в пятнистой форме; поражённые участки резко ограничены и имеют вид округлых или овальных пятен различной величины. Очаги локализуются на голове, конечностях, лопатках, крупе и спине.
У пушных зверей (щенков) очаги с мелкими пузырьками и серовато-жёлтыми корками располагаются около глаз, на лбу, у основания ушей, на передних и задних лапах. Щенки отстают в росте, худеют и плохо растут. У взрослых серебристо-чёрных лисиц и песцов очаги наблюдают на кончике носа и между пальцами лап; у кроликов — в редких случаях очаги с обломанными волосами и незначительной гиперемией кожи на носу, веках, ушах, лапах.
У поросят — овальные, резко ограниченные очаги красноватого цвета с корочками и чешуйками, которые располагаются в области затылка, на плечах, груди, спине, копчике и бёдрах. После выздоровления очаги полностью покрываются новой шерстью, так как грибок распространяется только в верхнем слое кожи, не поражая корней волос.

## Диагноз
Диагноз ставят на основании эпизоотологических и клинических данных и результатов люминесцентного анализа, микроскопических исследований и посева материала с пораженных участков. Грибковые заболевания кошек практически всегда вызваны видом Microsporum canis, для диагноза которого достаточно выявить классическое люминисцентное свечение. У других субтипов грибков люминесцентное свечение может отсутствовать. В этом случае необходимы соскобы патологического материала с периферии нелеченных очагов. У поражённых волос (в их корневой части) виден белый налёт — «муфта» из спор. Такие волосы без предварительной обработки высевают на питательную среду и выделяют чистую культуру гриба. Микроспорию следует отличать от трихофитии, фавуса и чесотки.

## Лечение микроспороза у животных
Для лечения микроспории у животных используют наружные и внутренние препараты. Зачастую прибегают к сочетанному лечению в связи с опасностью заболевания для человека и других животных.
Короткая стрижка длинношерстных пород перед началом лечения позволяет значительно улучшить проникновение наружных препаратов и одновременно эффективно и быстро удалить большое количество спор. Для профилактики распространения грибка через царапины рекомендуется периодически укорачивать когти у больных кошек.
В настоящее время одним из самых эффективных внутренних препаратов против микроспории считается итраконазол. В большинстве случаев достаточен один курс лечения с дозированием не менее 5 мг на кг массы тела животного. Терапевтическая концентрация в коже сохраняется несколько недель после прекращения курса лечения.
Следует знать, что споры грибов могут некоторое время сохраняться в окружающей среде, и поэтому следует проводить регулярные обработки помещений, где живут больные животные. Последние исследования показывают достаточную эффективность удаления спор стиркой одежды и белья обычными моющими средствами при нормальных температурах, но с дополнительным полосканием.

## Микроспория человека
Человек заражается при попадании на его кожу загрязненных возбудителем чешуек кожи волос, шерсти. Возможна передача возбудителя через головные уборы, постельные принадлежности, парикмахерские инструменты, предметы обихода.
Естественная восприимчивость людей высокая.
Микроспория распространена повсеместно. Заболеваемость преобладает в городских поселениях. Заболевают преимущественно дети. Неудовлетворительные гигиенические условия, обилие бездомных животных, а также высокая температура и влажность воздуха способствуют распространению микроспории. Отмечается рост заболеваемости в осенне-зимний период.
На коже человека появляются округлые и овальные, четко очерченные пятна с отрубевидным шелушением. На волосистой части головы возникает очаг, в котором волосы обломаны на высоте 5-6 мм, пеньки волос покрыты чехлом из спор гриба. Поражаются также брови и ресницы.
Профилактические мероприятия: плановые осмотры детей в организованных коллективах; выявление и отлов бездомных собак и кошек, лечение больных животных, пораженных микроспорией; тщательное обеззараживание воды в плавательных бассейнах, инструментария в парикмахерских предметов пользования больного; хорошо продуманная санитарно-просветительная работа. Меры иммунопрофилактики не разработаны.
Диагностика микроспории у человека: визуальный осмотр у дерматолога, осмотр под лампой Вуда, дерматоскопия и трихоскопия, возможно назначение лабораторной диагностики.
Лечение микроспории у человека проводится по результатам экспертного обследования и проведения дифференциального диагноза. Необходимо отсечь похожие по симптомам заболевания кожи. Дерматолог назначает противогрибковую терапию, наружные симптоматические средства, а в отдельных случаях, также антибиотики и гормональную терапию. Для обработки кожи применяются антисептики, восстановительные мази и лосьоны, смягчающие средства, противовоспалительные препараты.
Врач контролирует лечение, назначает промежуточные тесты и анализы для отслеживания динамики, а также коррекции лечения при необходимости. Обязательным является протокол лечения микроспории.
Особенно тяжело болеют особи с иммуносупрессивными заболеваниями. У животных (кошки) при локальной форме поражений выздоровление часто протекает спонтанно, без лечения. Из-за этого часто приписываются лечебные свойства нетрадиционным методам лечения (привязывание капустного листа, вакцины). В основе заболевания микроспорией лечащий врач должен выявить основное заболевание, возможно снижающее резистентность организма.